# Gara Tecuci
Gara Tecuci este o gară care deservește municipiul Tecuci, județul Galați, România.